# Rivière Longland
Pour les articles homonymes, voir Longland.
La rivière Longland est un cours d'eau du territoire non-organisé de la Baie-d'Hudson, dans le Nunavik, dans la région administrative du Nord-du-Québec, au Québec, au Canada.

## Géographie
Les bassins versants voisins de la rivière Longland sont :
- côté nord : rivière Brot ;
- côté est : lac Qullinaaraaluk ;
- côté sud : lac Tikirartuuq, Rivière Nastapoka ;
- côté ouest : Baie d'Hudson.

La rivière Longland coule vers l'ouest en traversant des zones comportant de nombreux plans d'eau de formes complexes et interreliées. La rivière va se déverser sur le littoral est de la Baie d'Hudson.
La pointe nord de l'île Broughton (longueur : 18,5 km) est située à 7,5 km à l'ouest dans la Baie d'Hudson, en face de l'embouchure de la rivière Longland.

## Toponymie
Le toponyme rivière Longland a été officialisé le 5 décembre 1968 à la Commission de toponymie du Québec.